# Zwitserland tijdens de Tweede Wereldoorlog
Zwitserland bleef tijdens de Tweede Wereldoorlog neutraal, evenals tijdens de Eerste Wereldoorlog.

## Voorgeschiedenis
Tijdens het Congres van Wenen in 1815 erkenden en garandeerden de vijf grote Europese mogendheden de neutraliteit van Zwitserland. Sinds die tijd was Zwitserland niet meer betrokken geweest bij een oorlog. Sindsdien zijn neutraliteit en Zwitserland nauw met elkaar verbonden en bleef neutraliteit het uitgangspunt in het Zwitsers buitenlands beleid.
Ook tijdens de Eerste Wereldoorlog (1914-1918) bleef Zwitserland buiten het oorlogsgeweld. Na de oorlog werd het "vredelievende" Zwitserland uitgekozen als zetel van de Volkenbond. Deze internationale organisatie had tot doel oorlogen in de toekomst te voorkomen en werd gevestigd in Genève. Anders dan lange tijd bij de Verenigde Naties was Zwitserland zelf ook lid van de Volkenbond. Als lidstaat van de Volkenbond stelde Zwitserland zich altijd voorzichtig op: het land steunde nooit sanctiemaatregelen tegen andere lidstaten, omdat het daarmee geen partij wou kiezen. Ook kwam Zwitserland telkens weer op kwesties terug als het ontbreken van Duitsland tijdens de vergaderingen of financiële steunverlening aan het failliete Oostenrijk.
Vanaf de tweede helft van de jaren 1930, en vooral na de Anschluss van Oostenrijk in 1938 deelde de Bondsraad (de federale regering) de Volkenbond officieel mee dat Zwitserland geen enkel sanctiebesluit uitgaande van de Volkenbond zou steunen. Kort hierna kocht de regering nieuwe wapens aan en werd de dienstplicht verlengd. Op 31 augustus 1939 verklaarde Zwitserland zich officieel neutraal. De Bondsraad ging hierna over tot algehele mobilisatie. In totaal 500.000 man werden gemobiliseerd. Wanneer men ook de paramilitaire eenheden, zoals de kantonmilities meerekent, komt men op ongeveer 850.000 man uit. Op een bevolking van toentertijd 4 miljoen zielen een behoorlijk groot aantal.
In 1939 maakten volgende personen deel uit van de Bondsraad:
- Ernst Wetter (FDP)
- Rudolf Minger (BGB, Militaire Zaken)
- Hermann Obrecht (FDP)
- Johannes Baumann (FDP, Bondspresident 1939)
- Giuseppe Motta (SKVP)
- Marcel Pilet-Golaz (FDP)
- Philipp Etter (SKVP)

## Henri Guisan wordt opperbevelhebber

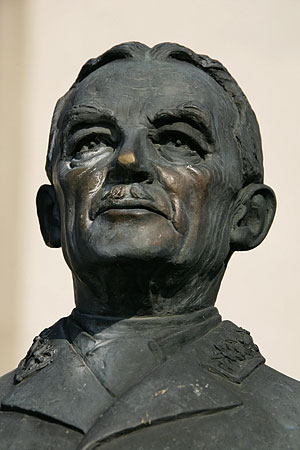
Generaal Henri Guisan, detail van het monument te Avenches.

Eén dag voor de afkondiging van de algehele mobilisatie koos de Bondsvergadering kolonel Henri Guisan met 204 van de 229 stemmen tot opperbevelhebber van het Zwitsers leger met de rang van generaal. Zijn tegenkandidaat was kolonel Jules Borel. Anders dan aan de vooravond van de Eerste Wereldoorlog werd er ditmaal iemand tot opperbevelhebber gekozen die niet op de hand van de Duitsers was. Hoewel Guisan een conservatieve federalist was en voorstander was van een meer autoritaire staat, stond hij immers bekend als pro-Frans. Bovenal was hij vastbesloten om de neutraliteit van Zwitserland te bewaren. Zowel de bevolking, de regering, als het militaire opperbevel waren het erover eens dat áls Zwitserland zou worden aangevallen, een Duitse aanval het meest waarschijnlijk was. Mocht Zwitserland worden aangevallen door Duitsland, dan zouden generaal Guisan en zijn mannen de Duitse agressor flink aanpakken. Omdat Guisan het Zwitserse vrijheidsideaal belichaamde, droeg de bevolking hem op handen.

## Volmachten voor de Bondsraad

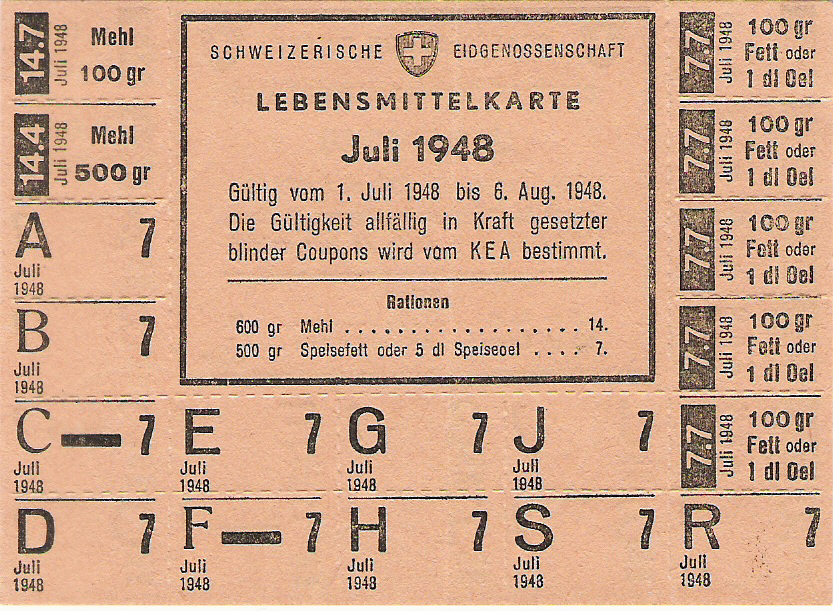
Van 1940 tot 1948 waren bepaalde levensmiddelen alleen op de bon verkrijgbaar.

Gedurende de Tweede Wereldoorlog waren volgende personen Bondspresident:
| Jaar | Persoon            | Partij |
| ---- | ------------------ | ------ |
| 1939 | Philipp Etter      | SKVP   |
| 1940 | Marcel Pilet-Golaz | FDP    |
| 1941 | Ernst Wetter       | FDP    |
| 1942 | Philipp Etter      | SKVP   |
| 1943 | Enrico Celio       | SKVP   |
| 1944 | Walter Stampfli    | FDP    |
| 1945 | Eduard von Steiger | BGB    |

Tegelijk met de afkondiging van de mobilisatie, besloot de Bondsvergadering (het federaal parlement), de Bondsraad volmachten te verlenen om alle benodigde maatregelen te treffen, hetgeen kon ruim worden geïnterpreteerd door de regering. De Bondsraad hoefde slechts tweemaal per jaar verslag uit te brengen aan de Bondsvergadering over de voortgang van de maatregelen. Door de Bondsraad volmachten te verlenen ontwikkelde Zwitserland zich in een autoritaire richting. De conservatieve Bondsraadsleden vonden dit allesbehalve erg. Al in de jaren voor de oorlog bepleitten sommigen van hen, waaronder Philipp Etter (CVP) en Marcel Pilet-Golaz (FDP), de oprichting van een autoritair-democratische staat met een uitvoerend presidentschap. Uiterst rechtse bewegingen zoals het bijzonder invloedrijke Schweizerischer Vaterländischer Verband ("Zwitsers Vaderlands Verbond"), waarbij zich veel vooraanstaande politici van conservatieven huize hadden aangesloten, maar vooral extreemrechtse en fascistische partijen, zoals het Nationaal Front), waren teleurgesteld. Zij hadden gehoopt dat de regering Zwitserland zou omvormen tot een dictatuur.

## Toespraak van Guisan

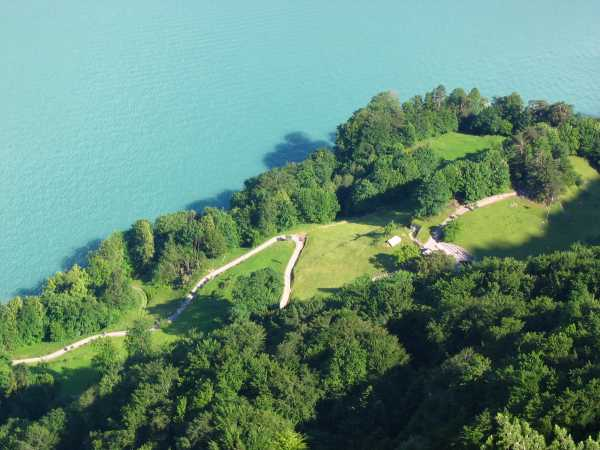
De velden aan de voet van de Rütli waar Guisan op 25 juli 1940 zijn rede afstak.

Toen in juni 1940 Frankrijk door de Duitsers werd verslagen, was Zwitserland ingeklemd door de asmogendheden. Op 25 juni, vier dagen nadat Frankrijk een wapenstilstand had gesloten met Duitsland, sprak bondspresident Marcel Pilet-Golaz de bevolking via de radio toe. Bondspresident Pilet-Golaz benadrukte de bevolking dat Zwitserland neutraal zou blijven, maar tegelijkertijd onder ogen moest zien dat Europa niet meer hetzelfde was en dat Zwitserland zich moest aanpassen aan de nieuwe orde Veel Zwitsers waren ontzet over deze radiorede, niet in de laatste plaats generaal Guisan. Bondspresident Pilet-Golaz werd als veel te toegeeflijk gezien. Generaal Guisan besloot om in te grijpen. Op 25 juli 1940 vond er op de Rütli, de legendarische berg in het kanton Uri, een openluchtbijeenkomst plaats van alle Zwitserse commandanten. Generaal Guisan sprak een rede uit waarin hij duidelijk maakte dat Zwitserland iedere aanval van buitenaf zou afslaan. Ook waarschuwde hij voor defaitisme en verslapping, alsook voor gebrek aan vertrouwen in eigen kracht.
Deze rede viel zeer goed bij de bevolking en de kranten prezen de opperbevelhebber. Veel minder gelukkig met de rede waren de Bondsraad (Pilet-Golaz sprak van de "ongelukkige Rütlirede") en de Duitse en Italiaanse regeringen, die fel protesteerden. Duitsland was woedend en eiste genoegdoening. Tevens maakte Duitsland bij monde van zijn gezant in Bern Ernst von Weizsäcker bij de Zwitserse regering bekend dat haar neutraliteitspolitiek volkomen achterhaald was en zij er verstandig aan deed, om deel te nemen aan de oorlog aan de zijde van de asmogendheden. De Zwitserse regering ging hier niet op in. De regering kwam de Duitsers echter wel tegemoet. Zo werd de sinds enige tijd bestaande perscensuur verder aangescherpt. Zo mochten er bijvoorbeeld geen anti-Duitse artikelen meer in de kranten verschijnen. De handel met nazi-Duitsland werd ook verder opgevoerd en de Zwitserse minister van Economische Zaken Walter Stampfli deed de nodige economische concessies. Tussen 1940 en 1945 verkocht het Duitse Rijk goud ter waarde van 1,3 miljard Zwitserse frank aan Zwitserse banken in ruil voor Zwitserse franken en andere buitenlandse valuta. Deze tegoeden werden gebruikt om de Duitse oorlogsindustrie blijvend te bevoorraden met grondstoffen op de wereldmarkt. Veel van dit goud hadden de nazi's geroofd in de door hen bezette landen (o.a. België en Nederland) of van de Joden. De rol van de Zwitserse banken en regering in de handel van het roofgoud en de daaruit gerealiseerde winsten is een onderwerp van de historische discussie.
Kort na de Duitse dreigementen ontving bondspresident Pilet-Golaz een delegatie van de fascistische Nationale Bewegung Schweiz, iets wat het parlement hem niet in dank afnam en mede bijdroeg tot het feit dat hij aftrad toen in 1944 de asmogendheden aan de verliezende hand waren.

## Pro-Duitse krachten
Hoewel de legerleiding over het algemeen genomen niet pro-Duits was, wil dit niet zeggen dat er geen pro-Duitse officieren in haar midden te vinden waren.
Kolonel Eugen Bircher, voorzitter van het Schweizerischer Vaterländischer Verband, was zeer pro-Duits en betoonde zich reeds voor de oorlog een voorstander van nauwe samenwerking tussen Zwitserland en nazi-Duitsland. Het was Bircher die een Zwitsers medisch bataljon oprichtte om aan de zijde van de Duitsers gewonden te verplegen aan het oostfront.
Ook kolonel Arthur Fonjallaz, lid van het fascistische Nationaal Front en voorheen van de Heimatwehr was pro-Duits. Anders dan Bircher was Fonjallaz openlijk nationaalsocialistisch. In januari 1940 werd hij bij de Zwitserse grens (Schaffhausen) met Duitsland door de grenswacht gearresteerd en beschuldigd van spionage voor nazi-Duitsland. Een rechtbank veroordeelde hem tot twee jaar gevangenisstraf. In 1943 kwam hij vrij en hij stierf een jaar later.
Ulrich Wille junior, zoon van generaal Ulrich Wille (opperbevelhebber van het leger van Zwitserland tijdens de Eerste Wereldoorlog) en een Duitse gravin Von Bismarck, was sinds 1933 Oberstkorpskommandant. Net als zijn vader gold hij als 'deutschfreundlich', maar hij ging veel verder. Wille senior had de neutraliteit van Zwitserland hoog in het vaandel gehouden, junior koos openlijk voor nazi-Duitsland. In 1923 had hij voor Hitler en zijn persoonlijke vriend Rudolf Hess een geldinzamelingsactie onder Zwitserse industriëlen en rijke particulieren georganiseerd om de Münchener Bierkellerputsch mogelijk te maken. Hitler kwam daarvoor naar Zürich en hield een toespraak in de Villa Schönberg. Aan het begin van de Tweede Wereldoorlog was Wille jr. een tegenspeler van generaal Henri Guisan door zijn streven naar inlijving van Zwitserland bij nazi-Duitsland, naar het voorbeeld van de Oostenrijkse Anschluss. In 1942 ontsloeg Guisan hem uit het leger.
De meeste grootindustriëlen waren voorstanders van "accommodatie" en samenwerking met nazi-Duitsland.

## Unternehmen Tannenbaum

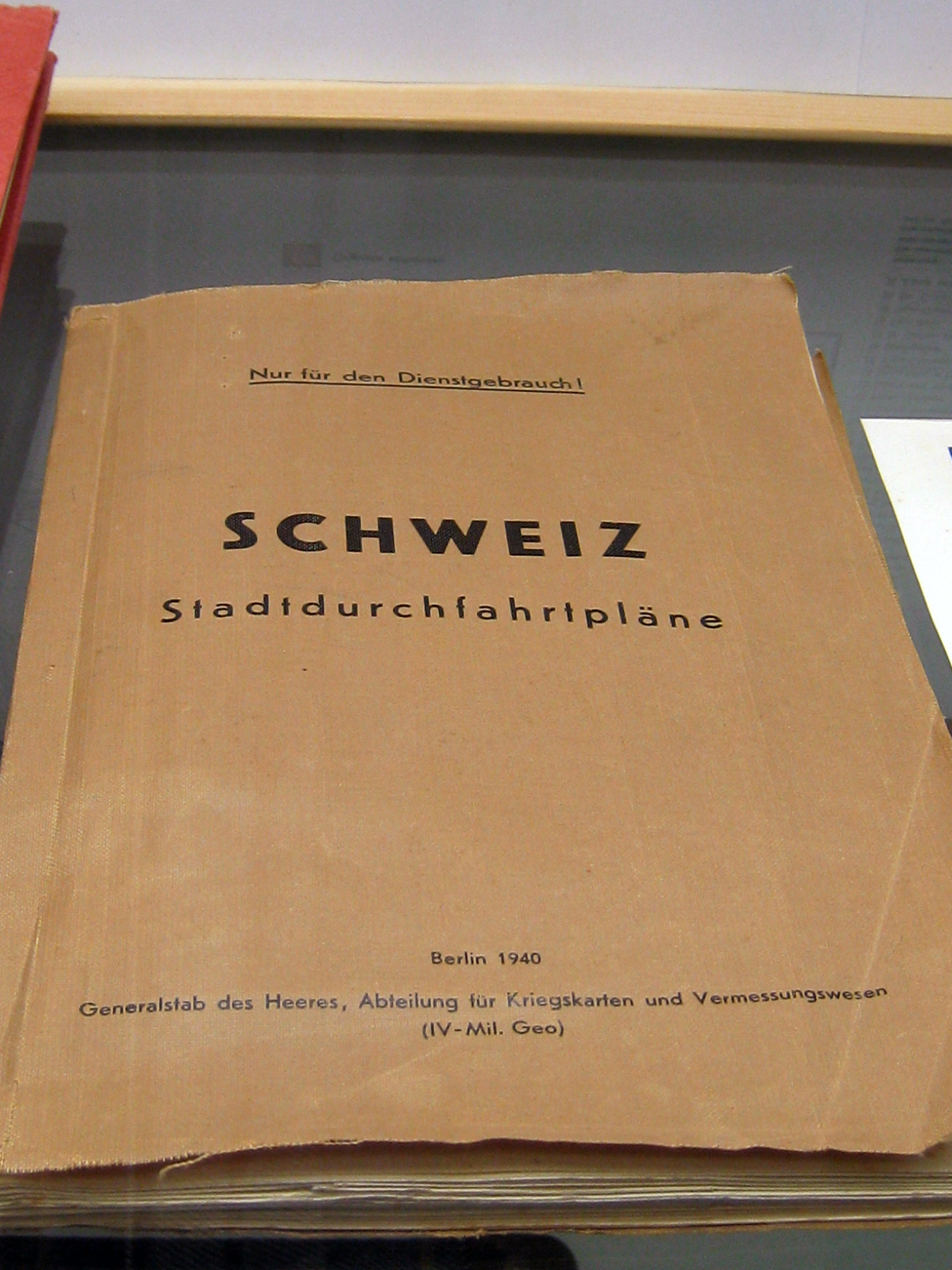
De Duitse plannen voor invasie van Zwitserland

Aan het begin van de Tweede Wereldoorlog hadden de Duitsers het aanvalsplan Unternehmen Tannenbaum ontwikkeld, dat inhield dat Zwitserland in snel tempo moest worden bezet. Belangrijke strategische posities, zoals de Gotthardtunnel, moesten ongeschonden in Duitse handen vallen. Naast het Duitse leger moest ook het Italiaanse leger deelnemen aan de operatie.
Tegen 12 augustus 1940 lag de derde versie van het plan klaar. Het doel was de hoofdstad Bern, de grootste stad Zürich (met de wapenfabrieken van Oerlikon-Bührle) en Solothurn (met de Waffenfabrik Solothurn) snel te veroveren. Verder moesten de belangrijkste knooppunten van spoorwegen en wegen en de bruggen en tunnels onbeschadigd veroverd worden om Zwitserland te gebruiken voor alle doorvoer naar Zuid-Frankrijk.
Het bezette Zwitserland zou worden verdeeld onder nazi-Duitsland en fascistisch Italië. Het Duitssprekende noorden en een deel van het Franssprekende westen zouden door Duitsland worden geannexeerd, terwijl Italië zich tevreden moest stellen met de kantons Ticino, Wallis en Graubünden.
De Duitse legerleiding zag echter om twee belangrijke reden af van een aanval. Ten eerste werd er gerekend op fel verzet in de Zwitserse Alpen, waardoor de Zwitsers de tijd zouden hebben om belangrijke bruggen en tunnels op te blazen. Ten tweede was de strijd tegen Groot-Brittannië opgelaaid en deze nam veel Duitse militairen in beslag. Men kon op dat moment moeilijk gebruikmaken van de Luftwaffe

## Democratische gezindheid van het overgrote deel van de bevolking
Verreweg de meeste Zwitsers waren echter weinig ingenomen met de nazi's en waren zelfs fel antifascistisch. Zij ergerden zich aan de voorzichtigheid van de regering. Zij stonden pal achter de legerleiding en hechtten waarde aan de humanitaire rol die Zwitserland als christelijke en humanistische staat diende te vervullen: namelijk de opname van vluchtelingen, de verzorging van de gewonden en de internering van buitenlandse soldaten. Daarnaast streefden zij naar behoud van de democratie en Zwitserse waarden (Geistige Landesverteidigung).
De democratische gezindheid van de journalistiek kenmerkte zich door het plaatsen van antinazistische artikelen, althans tijdens de eerste oorlogsmaanden. Later werd de perscensuur verder door de regering aangescherpt en kwam er een verbod op anti-Duitse propaganda. Desalniettemin was Zwitserland het enige land in Europa waar Duitstalige journalisten kritische artikelen schreven over een Duitse regering.

## Verkiezingen van 1943
Bondsraad 1943:
- Ernst Nobs (SP)

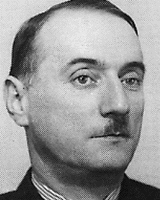
Marcel Pilet-Golaz

- Eduard von Steiger (BGB, Justitie)
- Walter Stampfli (FDP)
- Karl Kobelt (FDP)
- Enrico Celio (SKVP, bondspresident 1943)
- Marcel Pilet-Golaz (FDP)
- Philipp Etter (SKVP)

Midden in de oorlog vonden er in 1943 verkiezingen plaats voor de Bondsvergadering. In de jaren voor de oorlog nam de invloed van de Sociaaldemocratische Partij van Zwitserland (SP/PS) toe. De sociaaldemocraten hadden vooral veel aanhang in de stedelijke gebieden en in de Franstalige kantons (Romandië). De opkomst van de sociaaldemocraten stuitte op veel verzet binnen de traditionele partijen, de liberale Vrijzinnig Democratische Partij (FDP), de rooms-katholieke Zwitserse Conservatieve Volkspartij (SKVP) en de ultraconservatieve Partij van Boeren, Arbeiders en Burgers (BGB). Ondanks de omvang van de SP in het parlement, waren er nooit sociaaldemocraten in de federale regering geweest. De FDP, SKVP en de BGB hadden toetreding van de SP steeds verhinderd. Bij de verkiezingen van 1943 verwierf de SP 28,6% van de stemmen, bijna 3% meer dan bij de verkiezingen van 1939. De SP streefde de FDP voorbij en werd de grootste partij in het parlement. Het was onmogelijk geworden om de SP buiten de regering te houden. In december 1943 toen het parlement nieuwe Bondsraad koos werd Ernst Nobs namens de SP in de Bondsraad gekozen. Nobs werd beheerder van het Departement van Financiën en Douane. Nobs was in het verleden een revolutionair, maar was inmiddels een gematigde socialist geworden.
Toen in de loop van 1944 duidelijk werd dat de asmogendheden de oorlog gingen verliezen, begon de Zwitserse regering in te zien dat haar beleid van "accommodatie" ten opzichte van nazi-Duitsland wat te ver was doorgeschoten. Er kwam flink wat kritiek van de geallieerden, met name van de Sovjet-Unie, waar men sprak van het Profascistische Zwitserland Om het imago wat te verbeteren, besloot de Bondsraad om Pilet-Golaz niet te kiezen als bondspresident voor het jaar 1944. Dit was opmerkelijk. Pilet-Golaz was voor het jaar 1943 vicepresident geweest en meestal betekende dit dat de persoon die het vicepresidentschap vervulde het jaar daarop bondspresident zou worden. Pilet-Golaz legde het feit dat hij niet werd gekozen tot bondspresident uit als een persoonlijke nederlaag en hij bood zijn ontslag aan als lid van de Bondsraad. Zijn plaats in de Bondsraad werd opgevuld door Max Petitpierre (14 december 1944), een man die na de oorlog een belangrijke rol van betekenis zou spelen als minister van Buitenlandse Zaken.
Het jaar 1944 was niet alleen politiek bewogen jaar voor de Zwitsers, maar ook jaar vol spanningen. In de zomer leek het er even op dat Amerikaanse en Franse eenheden de Zwitserse grens zouden oversteken en via Zwitserland Zuid-Duitsland zouden binnenvallen. Uiteindelijk bleef een geallieerde aanval op Zwitserland uit

## Oorlogshandelingen op Zwitsers grondgebied

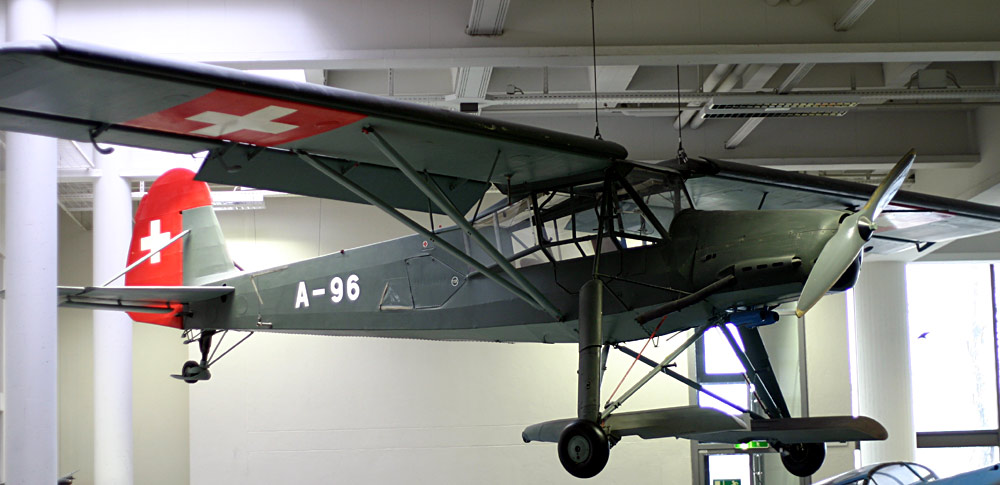
Een Fiesler Storch, een degelijk vliegtuig, gemaakt in Kassel

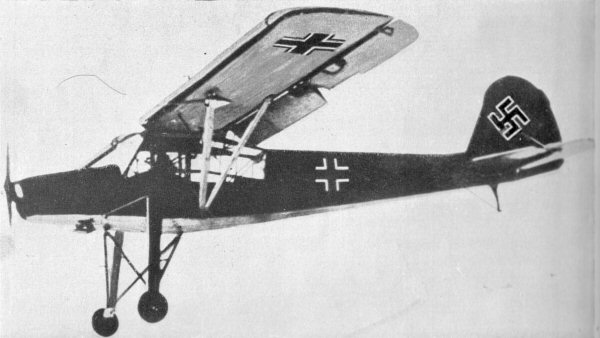
De Fieseler Fi 156

Ofschoon een neutrale staat, vonden er toch oorlogshandelingen op Zwitsers grondgebied plaats. Nazi-Duitsland schond meerdere malen het Zwitserse luchtruim. Tijdens de invasie van Frankrijk in mei/juni 1940 schond de Duitse luchtmacht (Luftwaffe) het Zwitserse luchtruim 197 keer. In een aantal gevallen haalde Zwitserse vliegtuigen en luchtafweergeschut elf vliegtuigen van de Luftwaffe naar beneden. Op 5 juni 1940 protesteerde de Duitse gezant officieel bij de Zwitserse regering. Op 19 juni volgde een tweede, scherper en intimerender, protest. Hitler was vooral kwaad omdat luchtafweergeschut van Duitse makelij Duitse vliegtuigen naar beneden haalde. Op 20 juni beval het Zwitserse opperbevel dat er vanaf dat moment geen vliegtuigen die het Zwitserse luchtruim schenden meer mochten worden neergehaald door Zwitserse vliegtuigen. Luchtafweergeschut werd vanaf die tijd nog wel gewoon gebruikt. Bij schendingen van het luchtruim door (Luftwaffe-)vliegtuigen maakte de Zwitserse luchtmacht ook gebruik van een andere tactiek: het tot landen dwingen van de (Duitse) toestellen. Hitler was furieus en stuurde saboteurs naar de Zwitserse vliegtuigen, maar de Zwitsers namen de saboteurs gevangen.
Geallieerde vliegtuigen schonden ook het Zwitsers luchtruim, vooral beschadigde bommenwerpers die terugvlogen na een aanval op Duitsland of Italië. De bemanningen van meer dan 100 geallieerde vliegtuigen werden geïnterneerd in skioorden, waar toch geen toeristen kwamen. 940 Amerikaanse vliegeniers trachtten te ontsnappen naar Frankrijk na de Landing in Normandië.
De Zwitsers hielden 183 van hen tegen. 160 van hen werden opgesloten in een gevangenenkamp Wauwilermoos bij Luzern onder bevel van een nazigezinde Zwitserse officier. Ze bleven er opgesloten tot november 1944, toen de Amerikaanse regering protesteerde en hun vrijlating bekwam.
Het door de asmogendheden omringde Zwitserland, werd ook slachtoffer van Geallieerde bombardementen. Op 1 april 1944 bombardeerden Amerikaanse vliegtuigen per abuis de Zwitserse stad Schaffhausen. De Amerikanen hadden Schaffhausen (vlak bij de Duitse grens) verward voor een Duitse stad. Bij het bombardement kwamen 40 mensen om het leven en werden 50 gebouwen verwoest. Na dit incident vertroebelden de relaties tussen Zwitserland en de VS zo erg, dat er bijna sprake was van een niet-verklaarde oorlog. Op 8 februari 1945 kwamen er 18 mensen om het leven toen geallieerde toestellen per ongeluk bommen lieten vallen op Stein am Rhein, Vals en Rafz. Op 4 maart 1945 verwoestten geallieerde vliegtuigen het goederenstation Wolf van Bazel; hier vielen echter geen doden bij. Op dezelfde dag bombardeerde een B-24 Liberator per vergissing een stadswijk van Zürich; het resultaat: 5 doden. De bemanning van de B-24 Liberator had Zürich aangezien voor de Duitse stad Freiburg.

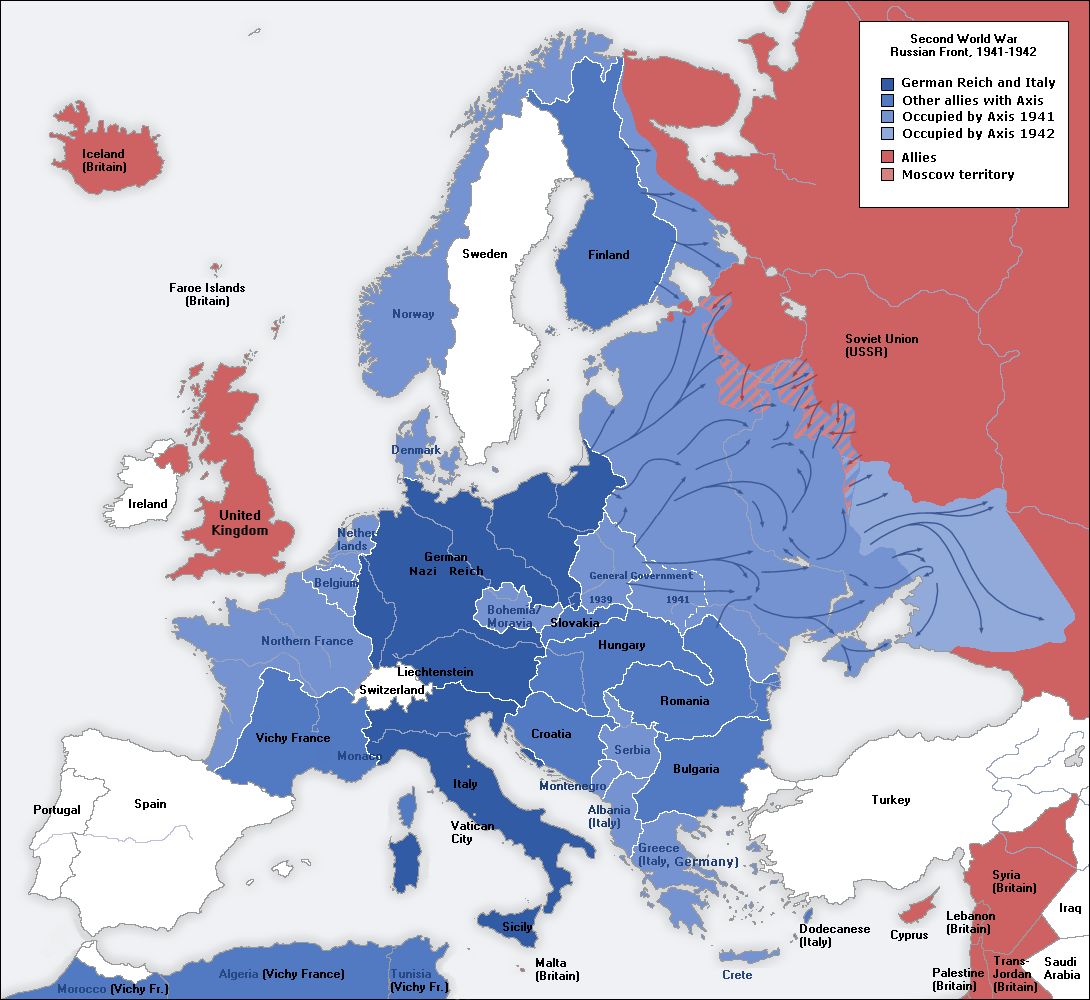
Kaart van Europa 1941/1942: Zwitserland ingeklemd door de asmogendheden

De Zwitserse regering nam over het algemeen geen genoegen met excuses, men beschouwde ze in feite als oorlogsdaden. Overigens leken de geallieerde legerleiders, anders dan de geallieerde regeringen, weinig onder de indruk te zijn. Volgens sommige Amerikaanse commandanten had het "pro-Duitse" Zwitserland de bombardementen wel verdiend.
De conflicten die tussen Zwitserland en de VS in de laatste oorlogsjaren bestonden, verdwenen na de oorlog als sneeuw voor de zon. Langer bleven de problemen aan de met de Sovjet-Unie. Anticommunistisch als zij was, verbood de Zwitserse regering in 1940 de Communistische Partij van Zwitserland (KPS) en - zoals reeds eerder gemeld - was er een Zwitsers medisch bataljon actief aan het oostfront. Dankzij de druk van de USSR op de Zwitserse regering, maar ook dankzij protesten van Zwitserse communisten werd in 1944 echter de Zwitserse Partij van de Arbeid (PdA), een verbond van communisten en linkse socialisten, opgericht. De Zwitserse regering ondernam geen pogingen om deze partij te verbieden. Na 1945 verbeterden de betrekkingen met de Sovjet-Unie aanmerkelijk.

## Vluchtelingenpolitiek
Reeds voor de Tweede Wereldoorlog vestigden zich tegenstanders van het Duitse nationaalsocialisme en het Italiaanse fascisme in Zwitserland. Ook vestigden zich in de jaren voor de oorlog Joden in het Alpenland. Het aantal vluchtelingen nam na het uitbreken van de oorlog in 1939 toe. Over de gehele tijdsduur van de oorlog genomen ving Zwitserland 300.000 mensen op. Een groot deel van hen, 104.000 personen, bestond uit geïnterneerde militairen van allerlei oorlogvoerende naties. Zwitserland was, als neutraal land, volgens de Vredesconferenties van Den Haag verplicht om soldaten die op de één of andere manier in het land waren geraakt te interneren. De overigen opgenomen personen waren burgers die, door naar Zwitserland te vluchten, vervolging door de nazi's ontliepen. Een deel van hen werd geïnterneerd, een ander deel mocht zich vestigen. Vluchtelingen mochten geen beroep uitoefenen. Onder de vele burgervluchtelingen bevonden zich zo'n 26.000 tot 27.000 Joden. Voor de oorlog woonden er maar 25.000 Joden op een totale bevolking van 4 miljoen mensen in Zwitserland. Joden die naar Zwitserland waren gevlucht kregen een "J" in hun paspoort gestempeld - iets waar de Zwitserse regering enkele jaren geleden haar excuses voor heeft aangeboden - en de meeste van hen werden in interneringskampen opgevangen. Erg prettig moet het verblijf in een van de interneringskampen niet zijn geweest. Officieel onderzoek heeft aangetoond dat sommige kampen als Arbeitslager, werkkampen, werden bestempeld.
Geld dat door Joden en de geallieerden op Zwitserse bankrekeningen werd gestort kon na de oorlog maar moeizaam worden opgenomen. De Zwitser Bankenassociatie was hier grotendeels verantwoordelijk voor. In de jaren 90 leidde dit tot een groot proces tegen de Zwitserse Bankenassociatie en de Zwitserse regering door het Joods Wereldcongres.
In oktober 1942 werden de Zwitserse grenzen gesloten voor Joodse vluchtelingen. Zo'n 10.000 tot 20.000 Joden werden sindsdien niet meer toegelaten in Zwitserland. Het initiatief voor deze maatregel ging uit van minister van Justitie Eduard von Steiger, die naast lid van de BGB, ook lid was van het uiterst rechtse Schweizerischer Vaterländischer Verband (SVV). Von Steiger stond bekend als een antisemiet. Dezelfde Von Steiger sprak op 30 augustus 1942 een jongerenbijeenkomst van de Gereformeerde jongerenorganisatie Junge Kirche dat het kleine Zwitserland, dat hij vergeleek met een "reddingsboot in de woeste zee", niet in staat was om nog meer vluchtelingen op te nemen, anders zou de boot "kapseizen en iedereen verdrinken."
In het begin van 1945 werd de grens met Italië gesloten voor voortvluchtige fascisten. Fascisten die toch de grens overstaken werden vaak door de Zwitserse politie uitgezet. In sommige gevallen achtervolgden partizanen gevluchte fascisten tot over de Zwitserse grens om hen gevangen te nemen en terug te brengen naar Italië.
Aimée Stitelmann (1925-2004) werd in juli 1945 door een militaire rechtbank veroordeeld omdat ze joodse kinderen de grens had helpen oversteken. Deze straf werd in 2004 vernietigd.
In de jaren na 1945 probeerde de Zwitserse regering de onvriendelijke houding ten opzichte van de vluchtelingen goed te maken. Veel voormalige concentratiekampgevangen werden naar Zwitserland gestuurd om aan te sterken. Ook vonden veel stateloos geworden oorlogsslachtoffers een veilig thuis in Zwitserland.
Bondsraad 1945:
- Ernst Nobs (SP)
- Eduard von Steiger (BGB, bondspresident 1945)
- Walter Stampfli (FDP)
- Karl Kobelt (FDP)
- Enrico Celio (SKVP)
- Max Petitpierre (FDP)
- Philipp Etter (SKVP)